# Lothlórien
En el universo imaginario de J. R. R. Tolkien y en la novela El Señor de los Anillos, Lothlórien (o simplemente Lórien) es un reino élfico de la Tierra Media, ubicado al este de las Montañas Nubladas y más allá de las puertas de Moria. En Amán existen unos jardines llamados Lórien, destinados al reposo y la curación de las almas. Su dueño, el vala Irmo, también recibe el mismo nombre a causa de habitar constantemente allí.
Se lo llamaba Lothlórien, ‘flor del sueño’ (o Lórien, ‘tierra de los sueños’), y mucho antes se lo conocía como Laurelindórenan (‘valle del oro que canta’).

## Geografía e historia
Este país está habitado por una mezcla entre los sindar, elfos silvanos que vivían aquí desde el «Gran Viaje» de los elfos, desde su despertar al principio de los días, y unos pocos noldor, sobrevivientes del desastre de Eregion en la Segunda Edad del Sol. Al fin de la Tercera Edad era gobernado, sin título de reyes, por Galadriel, la «Blanca Dama de los Noldor», y su esposo Celeborn, un sinda de quien se decía que era el elfo más sabio de la Tierra Media. 
A los habitantes de Lothlórien se les llama galadhrim, es decir, "habitantes de los árboles", ya que vivían en telain (sing. talan) o plataformas en los altos mellyrn que crecían en Lórien. 
Lothlórien poseía una gran ciudad-palacio llamada Caras Galadon, la ciudad de los árboles, en la región del Naith. Era un palacio real construido en la cima de una gran colina en la que se encontraban los árboles más altos del bosque y estaba rodeada por un muro al que rodeaban a su vez otros grandes árboles. Lothlórien, que seguía el modelo del reino sindarin de Doriath en la desaparecida Beleriand, estaba protegido por un sortilegio poderoso, igual que el antiguo reino de la Primera Edad. Este venía de Nenya, el anillo que portaba Galadriel. 
Los árboles de mallorn de hojas doradas y troncos plateados eran los árboles más altos y más hermosos de la Tierra Media, y traían un recuerdo de la desaparecida Númenor y de las Tierras Bendecidas, de donde eran originarios. Se mantenían sin embargo en las tierras mortales gracias a las bendiciones del anillo de Galadriel, que tenía el poder de preservar incólumes las cosas hermosas. 
Galadriel era la elfa de más alto rango que permanecía en la Tierra Media, la última sobreviviente de los descendientes de Finwë Nölome que llegaron a Beleriand en la Primera Edad del Sol. Era conocido entre los elfos que Galadriel usaba también el poder de Nenya para ocultar Lothlórien del Ojo de Sauron. 
Durante casi toda la Tercera Edad, Lothlórien se mantuvo apartado de las luchas de los restantes pueblos de la Tierra Media, pero, durante los últimos años de la edad, la Comunidad del Anillo entró en el reino. 
Durante la Guerra del Anillo, Lothlórien fue atacado tres veces por los siervos de Sauron, procedentes de Dol Guldur en el Bosque Negro. 
Elrond y Galadriel enviaron un ejército de Elfos al paso de Anórien, en donde Sauron reunió una hueste de orcos para impedir el paso de Théoden de Rohan hacia Minas Tirith antes de la Batalla de los Campos del Pelennor. Este ejército cumple su misión antes que Théoden llegase al lugar, y este nunca conoció la ayuda que los Primeros Nacidos prestaron a su cabalgata. 
Tras la caída de Sauron, los elfos de Lothlórien destruyeron Dol Guldur tras un ejército comandado por Celeborn (quien no salía a la guerra desde la Edad anterior, en la destrucción de Eregion) y Galadriel. Celeborn da al Bosque Negro el nuevo nombre de Bosque de las Hojas Verdes. Cuando al final de la Tercera Edad Galadriel abandona la Tierra Media rumbo a las Tierras Imperecederas, llevándose a Nenya y su poder de preservación, y Celeborn se llevó a la mayoría de los Galadhrim al Bosque de las Hojas Verdes y fundó Lórien Oriental, el bosque dorado de Lothlórien fue abandonado poco a poco y su hermosa luz se desvaneció. Arwen Undómiel, tras la muerte de Aragorn, fue hasta Lothlórien y se tendió sobre la hierba para morir en las faldas de Cerin Amroth.

## Etimología del nombre
El bosque recibió varios nombres en distintas épocas y por diferentes pueblos.
El nombre Nandorin del bosque era Lórinand, que significaba “Valle de Oro” o “Valle de Luz Dorada”; palabra compuesta por *Lóri-: “Oro” (color dorado, no el metal) o “Luz Dorada”, derivada de la raíz LÁWAR; y Nand: “Valle”, raíz NAD. Bárbol lo llamaba Laurelindórenan, “Valle del Oro que Canta”, nombre Quenya compuesto por laurë, “oro” (con el mismo sentido que *lori-), raíz LÁWAR/GLÁWAR; nan(d), “valle”; ndor, “tierra”, raíz NDOR; y lin, “cantar”, raíz LIN2. Pero también el decano de los Ents lo llamaba laurelindórenan lindelorendor malinornélion ornemalin; usando, según Tolkien (Cartas N.º 230) “(…) antiguas palabras élficas mezcladas y dichas de corrido según su manera característica…” Con los mismos elementos que en Lindorenan (laure, lind y ndor); más “(…) malina, amarillo; orne, árbol; lor, sueño; nan, nand-, valle. De modo que aproximadamente quiere decir: «El valle en el que los árboles, a la luz dorada, cantan musicalmente. Una tierra de música y sueños. Hay árboles amarillos allí. Es una tierra de árboles amarillos».” 
Según Christopher Tolkien, todos los nombres que hacían referencia a lo dorado de bosque estaban en relación con la existencia del mallorn, cuyo follaje le daba al bosque ese color tan característico. Pero este árbol fue traído por Galadriel, por lo que el nombre anterior a la llegada de la Noldo (según algunos autores, luego del 750 SE) no se conoce.
En la Tercera Edad se lo llamaba Lothlórien, palabra que significa “Flor del Sueño”, compuesta por la palabra Sindarin Loth, “Flor”a. raíz LOT(H); y Lórien, que era el nombre del lugar en donde vivía Irmo y que contenía el elemento lor-, “sueño”. También está registrado, como nombre Sindarin, Nan Laur o Glornan, “Valle Dorado”, compuesto por Glaur: “Dorado” (palabra en la que cuando el diptongo au se reduce a o se transforma en Glor y por lenición se transforma en laur) y Nan, “Valle”. En Quenya, recibe el nombre de Laurnandë, compuesto por Laurë y nan, con el mismo significado y raíces que el nombre Sindarin.

## Uso por terceros
- La cantante irlandesa Enya incluyó una canción titulada «Lothlórien» en su álbum Shepherd Moons (1991).
- En Frascati (Italia) existe un restaurante y vinoteca llamado «Taverna Lothlórien», que dedica los platos de cocina medieval que prepara al mundo de J. R. R. Tolkien.
- En Palma de Mallorca (España) existe una cervecería llamada «Lórien», con ambientación medieval de El Señor de los Anillos.
- En Argentina, existe una banda de power metal llamada "Lörihen", nombre que fue reformado por cuestiones estéticas, pero que hace alusión al bosque habitado por elfos en la obra de Tolkien.

- Datos: Q308659